# Gotha G.X
Gotha G.X là một loại máy bay ném bom thử nghiệm, được thiết kế chế tạo ở Đức từ năm 1917.